# Сягрев
Сягрев (укр. Сягрів) — село в Полонском районе Хмельницкой области Украины.
Население по переписи 2001 года составляло 250 человек. Почтовый индекс — 30520. Телефонный код — 3843. Занимает площадь 0,642 км². Код КОАТУУ — 6823686502.

## Местный совет
30520, Хмельницкая обл., Полонский р-н, с. Роговичи, ул. Победы, 31